# Utilizator (informatică)

În cadrul unui program de calculator sau al unui site web, un utilizator este adesea reprezentat de o pictogramă abstractă a unei persoane

Un utilizator este o persoană care utilizează un calculator sau un serviciu de rețea. Utilizatorii de sisteme informatice și produse software nu au, în general, expertiza tehnică necesară pentru a înțelege complet modul de funcționare al acestora. Utilizatorii experimentați utilizează funcții avansate ale programelor, deși nu sunt neapărat capabili de a programa calculatorul și de a administra sistemul.
Un utilizator are adesea un cont de utilizator și este identificat în sistem printr-un nume de utilizator. Alți termeni pentru nume de utilizator includ numele de conectare, numele contului și pseudonimul (sau porecla). 
Unele produse software oferă servicii altor sisteme și nu au utilizatori finali direcți. 

## Utilizator final
Utilizatorii finali sunt utilizatorii umani finali (denumiți și operatori) ai unui produs software. Termenul este folosit pentru a abstractiza și a-i distinge pe cei care doar folosesc software-ul de dezvoltatorii sistemului, care îmbunătățesc software-ul pentru utilizatorii finali. În proiectarea centrată pe utilizator, termenul distinge, de asemenea, operatorul software de clientul care plătește pentru dezvoltarea sistemului și de alte părți interesate care pot să nu utilizeze direct software-ul, dar ajută la stabilirea cerințelor acestuia. Această abstractizare este utilă în primul rând pentru proiectarea interfeței utilizatorului și se referă la o submulțime relevantă de caracteristici pe care cei mai mulți utilizatori normali le-ar avea în comun. 
În proiectarea centrată pe utilizator, se creează tipologii de utilizatori pentru a reprezenta diferitele tipuri de utilizatori. Uneori se specifică pentru fiecare tipologie cu ce tipuri de interfețe de utilizator este confortabilă (datorită experienței anterioare sau simplității inerente a interfeței) și ce expertiză tehnică și grad de cunoștințe are în domenii specifice. Atunci când categoria de utilizatori finali conține tipologii foarte diferite, în special atunci când se proiectează programe care trebuie să fie utilizate de către publicul larg, este o practică obișnuită să te aștepți la o expertiză tehnică minimă și la lipsa oricărei pregătiri anterioare de la utilizatorii finali.
Dezvoltarea programelor de către utilizatorii finali estompează distincția tipică între utilizatori și dezvoltatori. Aceasta desemnează activități sau tehnici în care persoanele care nu sunt dezvoltatori profesioniști creează un program de calculator automat și obiecte complexe de date, fără cunoașterea semnificativă a unui limbaj de programare. 
Sistemele al căror actor este un alt sistem sau un agent software nu au utilizatori finali direcți. 

## Cont de utilizator
Contul unui utilizator îi permite acestuia să se autentifice într-un sistem și să primească potențial autorizarea pentru accesul la resursele furnizate sau conectate la acel sistem; cu toate acestea, autentificarea nu implică autorizare. Pentru a se conecta la un cont, un utilizator este de obicei obligat să se autentifice cu o parolă sau prin alte metode de autentificare în scopul contabilității, securității, înregistrării și administrării resurselor. 
După ce utilizatorul s-a conectat, sistemul de operare va folosi adesea un identificator, cum ar fi un număr întreg, pentru a face referire la acesta, și nu numele de utilizator, printr-un proces cunoscut sub numele de corelație de identitate. În sistemele Unix, numele de utilizator este corelat cu un identificator de utilizator sau cu un ID de utilizator. 
Sistemele de calculatoare funcționează într-unul dintre cele două tipuri, pe baza tipului de utilizator pe care îl au: 
- Sistemele cu un singur utilizator nu au un concept al mai multor conturi de utilizatori.
- Sistemele cu mai mulți utilizatori au un astfel de concept și impun utilizatorilor să se identifice înainte de a utiliza sistemul.

Fiecare cont de utilizator de pe un sistem cu mai mulți utilizatori are, de regulă, un director acasă, în care să stocheze fișiere referitoare exclusiv la activitățile acelui utilizator, director care este protejat de accesul altor utilizatori (deși un administrator de sistem poate avea acces). Conturile de utilizator conțin adesea un profil de utilizator public, care conține informații de bază furnizate de proprietarul contului. Fișierele stocate în directorul acasă (și toate celelalte directoare din sistem) au permisiuni de sistem de fișiere care sunt inspectate de sistemul de operare pentru a determina ce utilizatori au acces pentru a citi sau a executa un fișier sau pentru a stoca un fișier nou în acel director. 
În timp ce sistemele se așteaptă ca majoritatea conturilor de utilizator să fie utilizate de o singură persoană, multe sisteme au un cont special destinat pentru a permite oricui să utilizeze sistemul, cum ar fi numele de utilizator „anonim” pentru FTP anonim și numele de utilizator „oaspete” pentru un cont de utilizator oaspete. 

### Formatul numelui de utilizator
Diverse sisteme de operare și aplicații de calculator se așteaptă/aplică reguli diferite pentru format. 
În mediile Microsoft Windows, de exemplu, se pot folosi următoarele formate: 
- Formatul cu numele principal al utilizatorului (UPN) — de exemplu: UserName@Example.com
- Format de autentificare la nivel inferior — de exemplu: DOMENIU\Nume utilizator

## Terminologie
Unii profesioniști și-au exprimat neplăcerea față de termenul „utilizator” și și-au propus schimbarea acestuia. Don Norman a declarat că „Unul dintre cuvintele oribile pe care le folosim este «utilizatori». Sunt într-o cruciadă pentru a scăpa de cuvântul «utilizatori». Aș prefera să-i numesc «oameni».”